# يعقوب لنغة (ميان كالة)
یعقوب لنغة (بالفارسية: مزرعه نعیم) هي قرية تقع في إيران في قسم ميان كالة الريفي.